# Teoria dos traços de personalidade
Na psicologia a teoria dos traços de personalidade é uma das principais abordagens para o estudo da psicologia da personalidade humana. Teóricos dos traços de personalidade estão principalmente interessados na mensuração de traços que podem ser definidos como padrões habituais de comportamento, pensamento e sentimento. Segundo esta perspectiva, as características são relativamente estáveis ao longo do tempo, diferem entre os indivíduos (por exemplo, algumas pessoas são extrovertidas ao passo que, outras são tímidas), e influenciam o comportamento. Traços estão em contraste com estados, que são mais disposições transitórias.
Em algumas teorias e sistemas, os traços são algo que uma pessoa tem ou não tem, mas em muitos outros traços são dimensões, tais como  extroversão vs. introversão, em que cada pessoa apresenta classificação em algum lugar ao longo deste espectro.

## História
Gordon Allport foi um dos pioneiros no estudo dos traços, que ele também referiu como disposições. Em sua abordagem, traços "cardeais" são aqueles que dominam e moldam o comportamento de uma pessoa; suas paixões dominantes/obsessões, tais como a necessidade de dinheiro, fama etc. Por outro lado, traços "centrais", como a honestidade são características encontradas em algum grau em cada pessoa - e, finalmente, traços "secundários" são aquelas vistos apenas em determinadas circunstâncias (tais como particulares, gosta ou não gosta que um amigo muito próximo pode saber), que estão incluídos para fornecer um quadro completo da complexidade humana.